# 凤冈站
鳳岡站（韓語：봉강역）是朝鮮民主主義人民共和國咸鏡北道漁郎郡鳳岡里的一個鐵路車站，属于平罗线。

## 邻近车站
平羅線
造幕山站 - 鳳岡站 - 漁大津站